# Alfred Kornberger

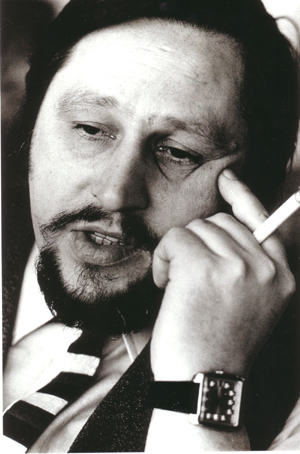
Alfred Kornberger, zirka 1975

Alfred Kornberger (* 3. Juli 1933 in Wien; † 31. März 2002 ebenda) war ein österreichischer Maler und Graphiker.

## Leben und Werk
Alfred Kornberger wurde 1933 in Wien geboren. Er absolvierte ein Studium der Malerei bei Professor Robin Christian Andersen an der Akademie der bildenden Künste in Wien. 1956 schloss er das Studium mit dem Diplom ab und erhielt die Goldene Füger-Medaille.
Stilistisch setzte er sich mit den unterschiedlichen Facetten der klassischen Moderne auseinander und ließ sich von Pablo Picassos Spätwerk genauso inspirieren wie von den Darstellungen surrealistischer Künstler. In frühen Jahren widmete er sich unterschiedlichen Themen aus der Welt der Industrie sowie topografischen Darstellungen. Später wandte er sich beinahe ausschließlich der Darstellung des weiblichen Aktes zu.
Im Buch Alfred Kornberger - Der Akt als Innovation von Franz Smola wird das umfangreiche malerische Werk Kornbergers anhand von über hundert Einzeltexten analysiert und die wichtigsten Gemälde des Künstlers aus allen Perioden vorgestellt. Dabei werden Verbindungen zu Zeitgenossen des Künstlers genauso beleuchtet wie die für Kornberger einzigartigen künstlerischen Darstellungen.
Das Werk Alfred Kornbergers reiht sich ein in die große österreichische Tradition körperbetonter Kunst, die von Egon Schiele bis Alfred Hrdlicka reicht. Sein zentrales Thema, der weibliche Akt, ist nicht nur Projektion des sinnlichen Begehrens, sondern auch Ausdruck psychischer Befindlichkeiten.

## Alfred Kornberger Foundation
Die Alfred Kornberger Foundation wurde gegründet, um das künstlerische Werk national und international nachhaltig zu etablieren und neben der bereits erfolgten Aufarbeitung der Malarbeiten auch das grafische Werk aufzuarbeiten.
Der Nachlass regelt insbesondere die wissenschaftliche Aufarbeitung des grafischen Werkes mit einem Umfang von rund 2.500 Papierarbeiten, die Aktivitäten der Foundation und ihrer Website sowie nationale und internationale Ausstellungen. Basis für alle diese Aktivitäten war eine eigene Nachlass-Auktion mit rund 100 ausgewählten Malereien und grafischen Werken des Künstlers im Wiener Auktionshaus Kinsky 2017.
Gemeinsam mit Alfred und Nena Kornbergers Sohn Christian Kornberger und dem Neffen Hubert Kornberger übernahm Christian Czaak die Leitung der Foundation. Für die wissenschaftliche Begleitung konnte Franz Smola gewonnen werden. Wichtiger Bestandteil der Aktivitäten ist auch Gründung und Ausschreibung eines neuen künstlerischen Wettbewerbes. Im Sinne von Alfred Kornberger steht das grafische und zeichnerische Element im Mittelpunkt und damit auch die Wiederbelebung des Menschen als künstlerisches Motiv – als Fortsetzung der österreichischen Tradition der gegenständlichen körperbetonten Grafik und Malerei.

## Rezeption
„„Alfred Kornberger beherrscht die Kunst des Aktzeichnens in einem ganz besonderen Maße, sowohl von der Graphik, von der Linie, von der Form her, als auch vom Körperlichen, Anatomischen“.“

## Auszeichnungen
- 1956: Goldene Füger-Medaille für Graphik
- 1990: Preis der Österreichischen Postsparkasse der Gesellschaft bildender Künstlerinnen und Künstler Österreichs[3]

## Ausstellungen (Auswahl)
- 1958: Alfred Kornberger in: Siam: Malerei und Graphik, vom 31. Mai bis zum 31. Juli 1958, Museum für Völkerkunde, Österreich[4]
- 1964: Alfred Kornberger in: Alfred Kornberger: (Ausstellung) vom 3. bis zum 19. Juni 1964 in der Österreichischen Staatsdruckerei, Wien[5]
- 2008: Alfred Kornberger: Sonderpräsentation der Galerie Ziwna bei der WIKAM im Wiener Künstlerhaus , vom 23. Februar bis zum 2. März 2008[6]
- 2013: Alfred Kornberger in: Das Spektrum des Universums, vom 1. Oktober bis zum 1. Dezember 2013, Wiener Künstlerhaus, Österreich[7]
- 2013: Alfred Kornberger in: 80 Jahre Alfred Kornberger - Malen im Rausch der Farben uns Sinne, vom 28. Oktober bis zum 16. November 2013, Galerie artziwna, Österreich[8]
- 2013: Alfred Kornberger in: 80 Jahre Alfred Kornberger - Das Spektrum des Universums, Retrospektive Ausstellung von Papierarbeiten aus den Jahren 1955 bis 1995 in der Galerie Czaak vom 22. Oktober bis zum 24. November 2013[9]

## Bücher
- Alfred Kornberger: (Ausstellung) 3. - 19. Juni 1964. Ausstellungskatalog. Verlag der Österreichischen Staatsdruckerei, Wien 1964, OCLC 73507197 (54 S., eingeschränkte Vorschau in der Google-Buchsuche).
- Franz Smola, Alfred Kornberger: Alfred Kornberger (1933–2002): der Akt als Innovation. 1. Auflage. Brandstätter, Wien 2007, ISBN 978-3-85033-064-0 (454 S., eingeschränkte Vorschau in der Google-Buchsuche).
- Katalog zur retrospektive Ausstellung im Wiener Künstlerhaus Alfred Kornberger: Das Spektrum des Universums, von Christian Czaak, Die Stadtdrucker, Wien 2013, ISBN 978-3-900354-49-7, 288 Seiten.